# Пустињски цвет (књига)
Пустињски цвет : Невероватнаживотнаприча пустињског номада (енгл. Desert Flower : The Extraordinary Journey of a Desert Nomad) аутобиографско је дело сомалијске списатељице, манекенке и борца за људска права Варис Дирије. Књигу је 22. септембра 1998. објавила издавачка кућа William Morrow. Убрзо по објављивању постала је светски бестселер, а према немачком листу Дер Шпигл у тој земљи се књига налазила у Топ 10 читавих 120 недеља. У свету је продато преко једанаест милиона примерака, а преведена је на преко 55 језика. Иако је реч о аутобиографији писаној по Варисиним сећањима, ликови који се помињу у књизи у већини случајева се крију иза псеудонима.
Крајем септембра 2009. године у Немачкој је снимљена истоимена филмска адаптација Пустињског цвета.
Књига је преведена на српски језик и објављена 2010. године.

## О књизи
Пустињски цвет је аутобиографско дело Варис Дирије. Написала га је према својим сећањима и у сарадњи са америчком списатељицом Кетлин Милер познатом ауторком више биографских дела. Када је 1998. књига изашла из штампе, свет је био шокиран. Бивша манекенка, супермодел испричала је своју животну причу која одузима дах, описујући своје невероватно путовање од номадског живота у Сомалијској пустињи, до најпознатијих светских модних писта. У Њујорку, на врхунцу своје каријере, она је у једном интервјуу говорила о традицији гениталног сакаћења жена које је и сама доживела када је имала пет година. Касније је одлучила да оконча своју каријеру модела и посвети живот борби против овог архаичног ритуала.

### Кратак садржај књиге
Варис Дирије рођена је 1965. године у номадској породици која живи у региону Галкајо, у сомалској пустињи близу границе са Етиопијом. Сиромашна држава на истоку Африке, познатиија као Рог Африке, , нехумани услови живота и низак степен културне развијености значајно су обележили њено детињство и од самог рођења значајно отежала њен живот. Са непуних пет година Варис је подвргнута нехуманом поступку сакаћења гениталија. Ова ужасна традиција и данас се практикуја широм света, међу муслиманима и хришћанима. Са 13 година побегла је из наметнутог брака са мушкарцем који је имао 60 година и могао јој је бити деда. Након авантуристичког бекства кроз пустињу стигла је до Могадиша, а одатле до Лондона. Неписмена и без знања енглеског језика, у Лондон је радила као кућна помоћница и у Мекдоналдсу, истовремено учећи језик, али и читање и писање.
Године 2002. Варис Дирије објавила је и други део своје биографије, под насловом Пустињска зора, у којој пише о свом повратку у Сомалију, сада већ као успешна манекенка и борац за људска права.